# Strategia dostaw zbiorczych
Strategia dostaw zbiorczych – to połączenie realizowanego właśnie zamówienia i wydania z magazynu z zamówieniem, które przyszło później. Pozwala to na zwiększenie wielkości ładunku, co w konsekwencji wpływa na niższy koszt obsługi produktu. Ekonomiczną siłą tej strategii jest tworzenie dużych ładunków dla małych jednostek.